# Apulon

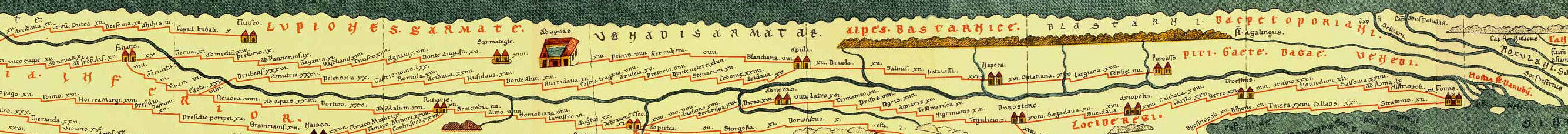
Apula en la Dacia romana selección de Tabula Peutingeriana

Apulon (Apoulon, Apula) fue una ciudad-fortaleza dacia en la actual Alba Iulia , Rumania. El nombre latino de Apulum es derivado. La ubicación exacta creída por muchos arqueólogos ser las fortificaciones dacias sobre Piatra Craivii, Craiva, Cricău, aproximadamente 20 km al norte de Alba-Iulia.
Apulon era un importante centro político, económico y social dacio, la capital de la tribu Apuli. Fue primero mencionado por el geógrafo Claudio Ptolomeo en su "Geographia", bajo el nombre de Apulon. Es también descrita en el Tabula Peutingeriana como una ciudad importante nombrada Apula, en el cruce de dos rutas principales: una proveniente de Blandiana, la otro de Acidava. Las dos carreteras se fusionan en Apula, siendo la siguiente parada de la ruta Brucla.
Después de que la parte del sur de Dacia se convirtió en una provincia del Imperio romano, la capital de la Dacia Apulensis el distrito estuvo establecido aquí, y la ciudad estuvo sabida como Apulum. Apulum era uno de los centros más grandes en la Dacia Romana y el asiento de la Legión romana XIII Gemina. El castra en Apulum es el más grande en Rumanía, ocupando 37,5 ha (750 x 500 m²).

## Galería

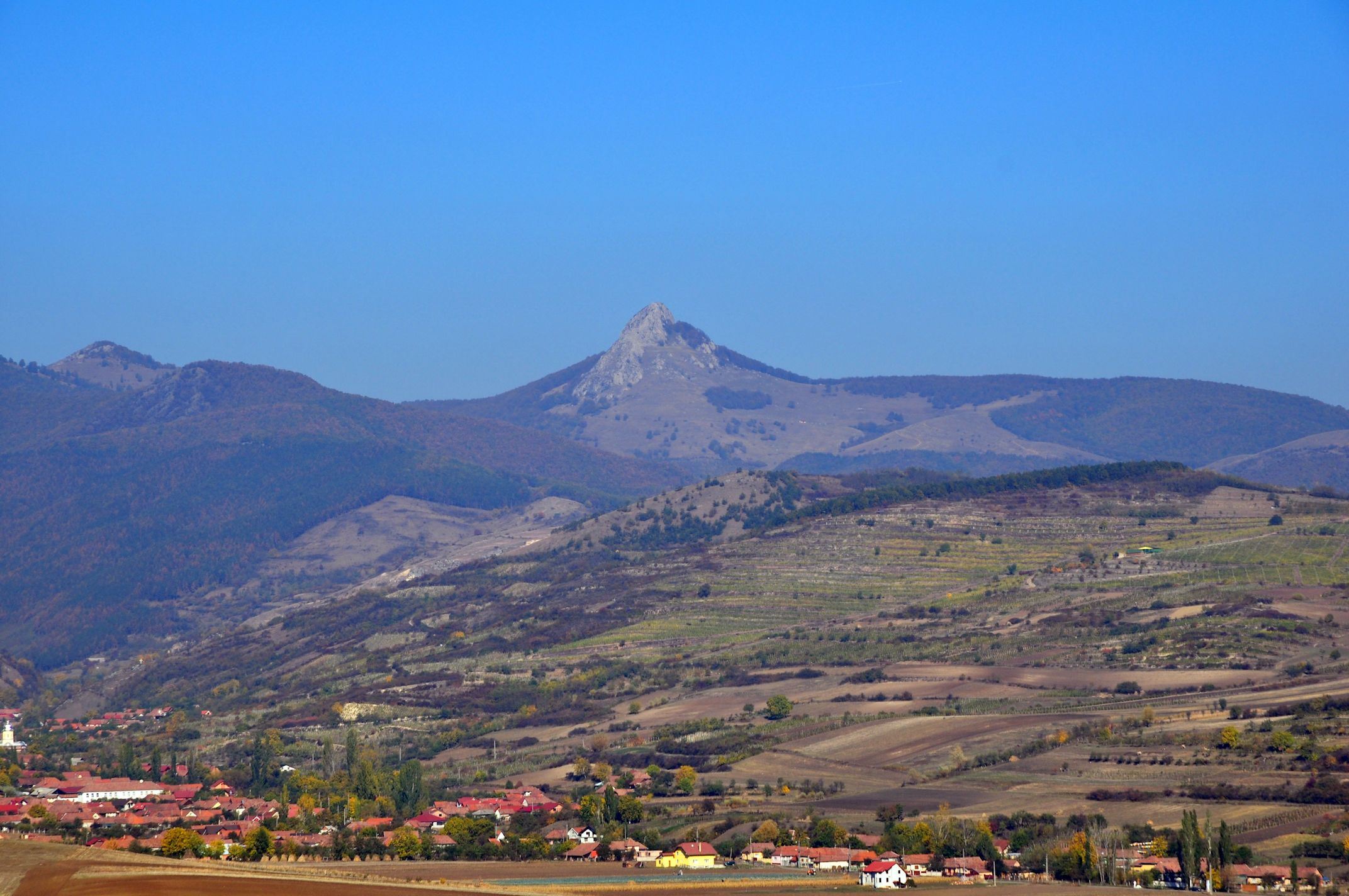
Vista desde Măgulici Hill, Ighiu
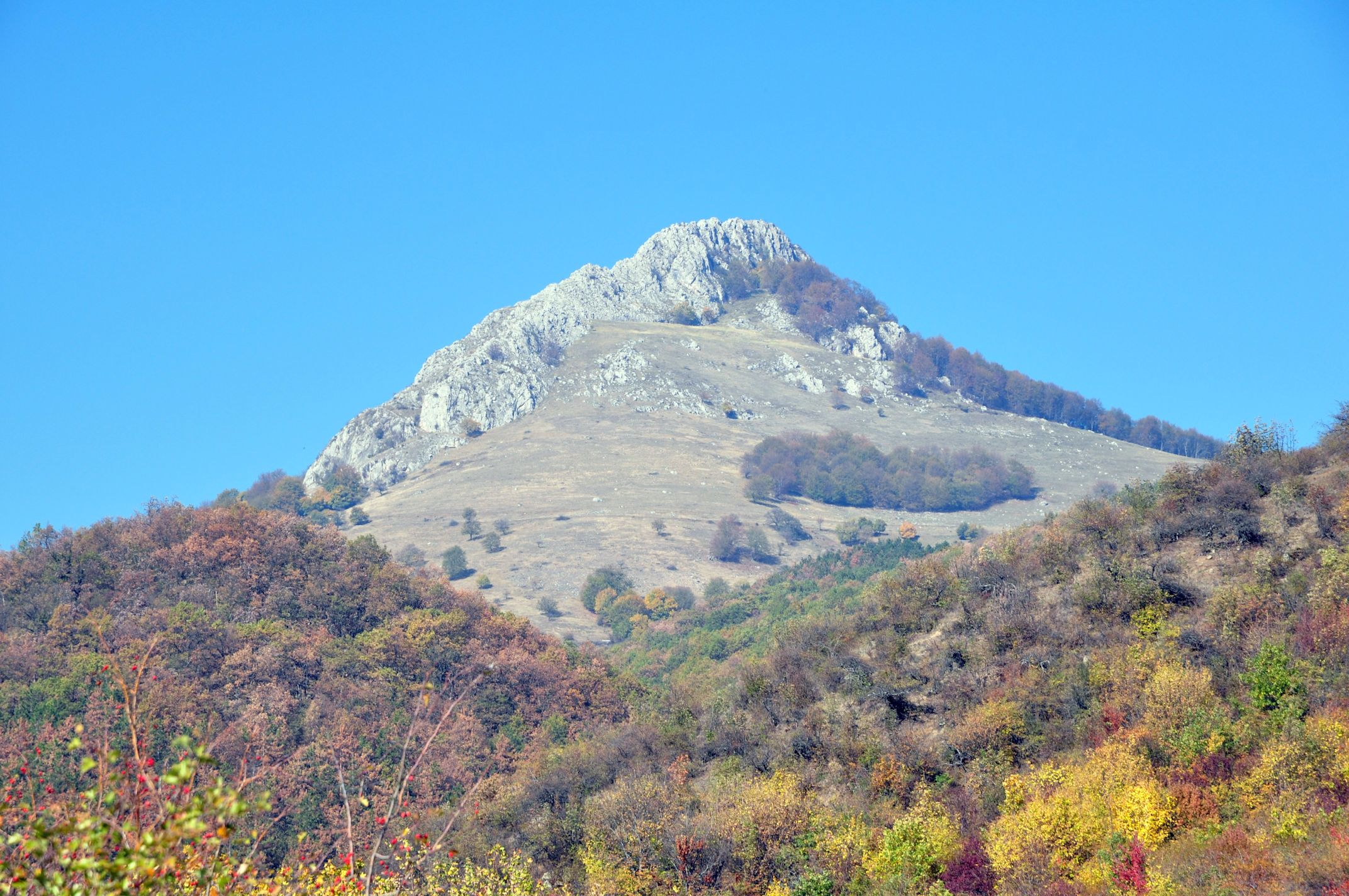
Vista desde el valle de Craiva
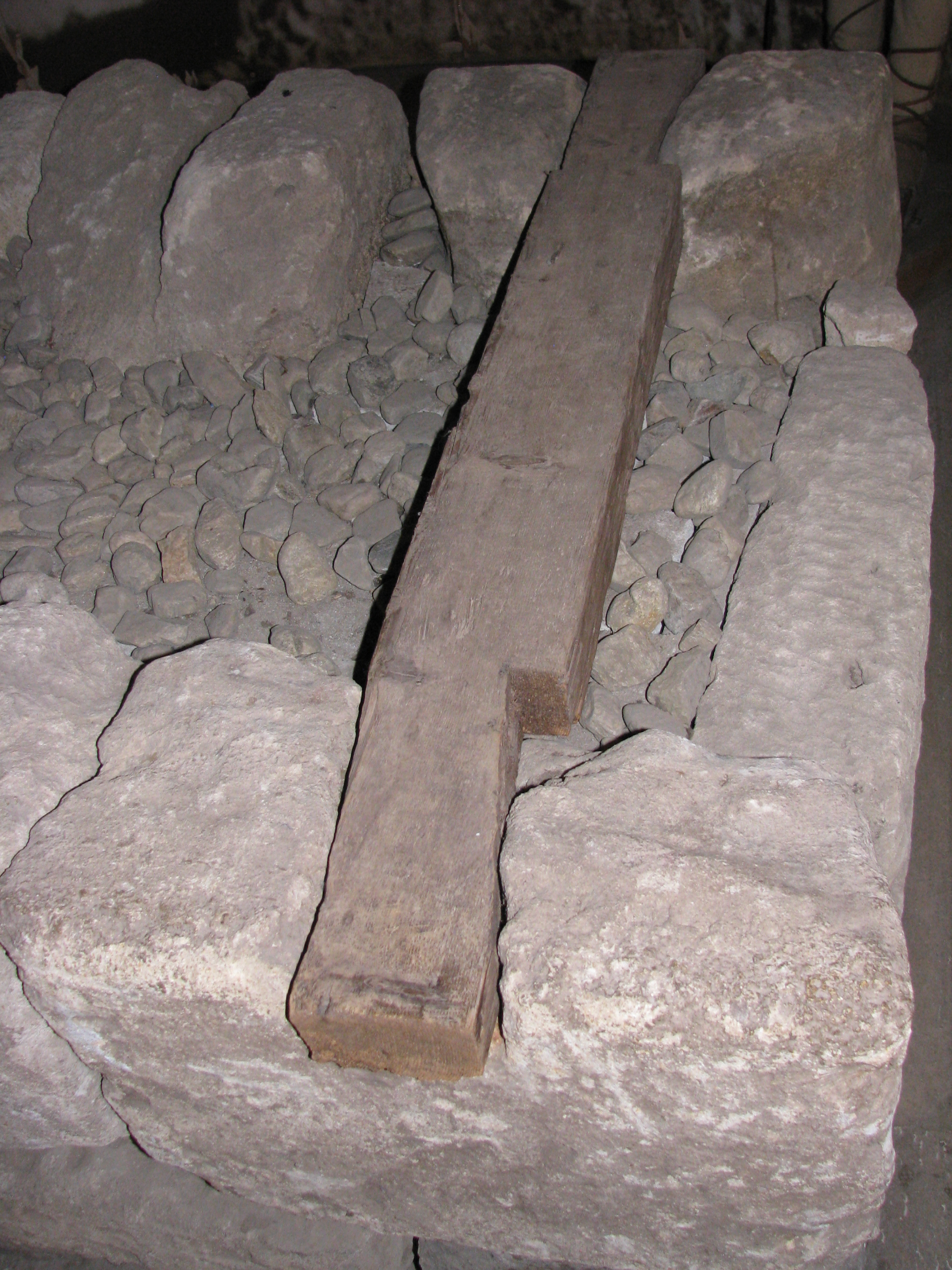
Murus Dacicus de Piatra Craivii fortaleza dacia en exhibición en el Museo Nacional de la Unión, Alba Iulia
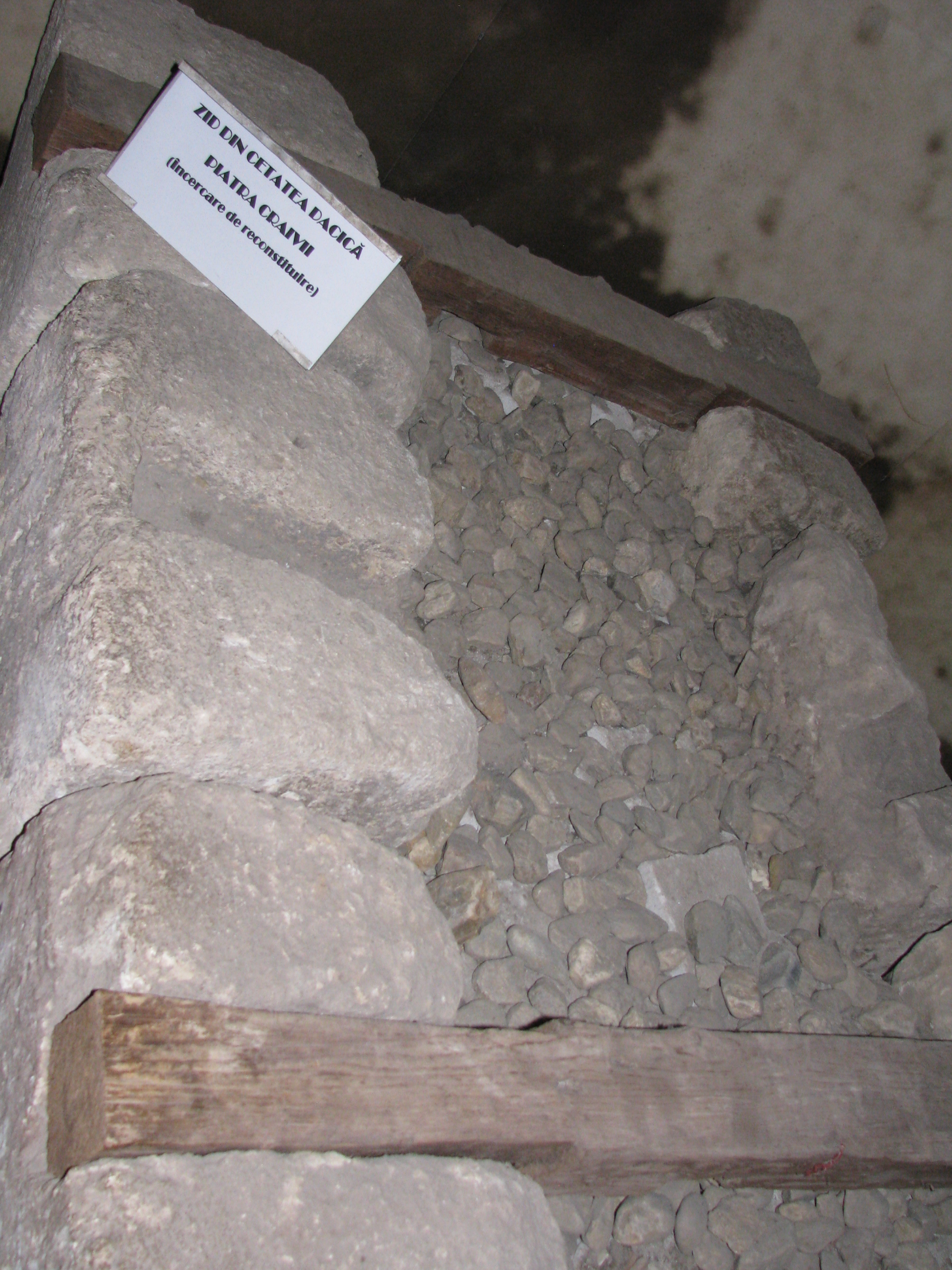
Muro de la fortaleza dacia de Piatra Craivii
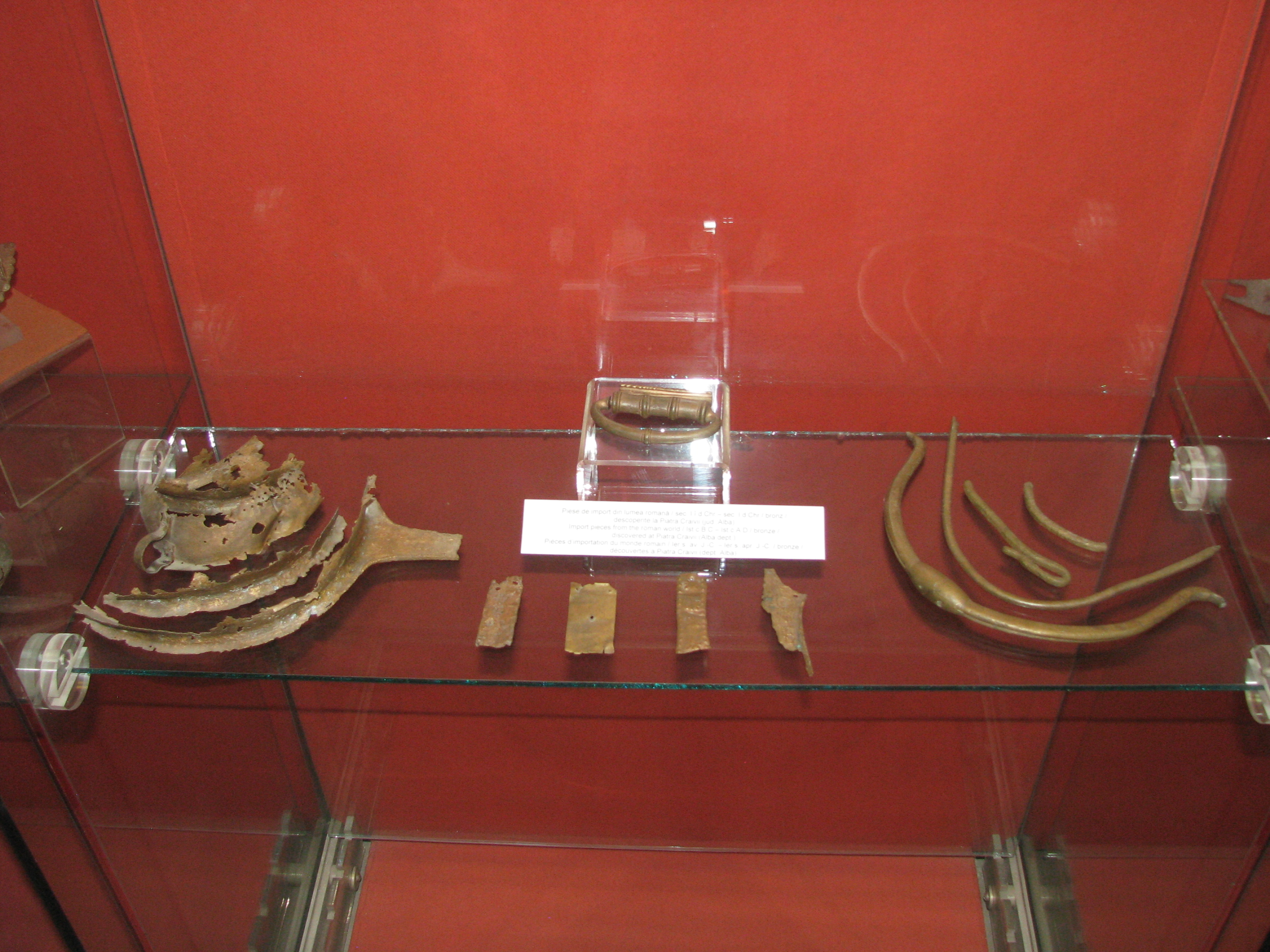
Importa artículos romanos encontrados en el asentamiento dacio de Piatra Craivii,
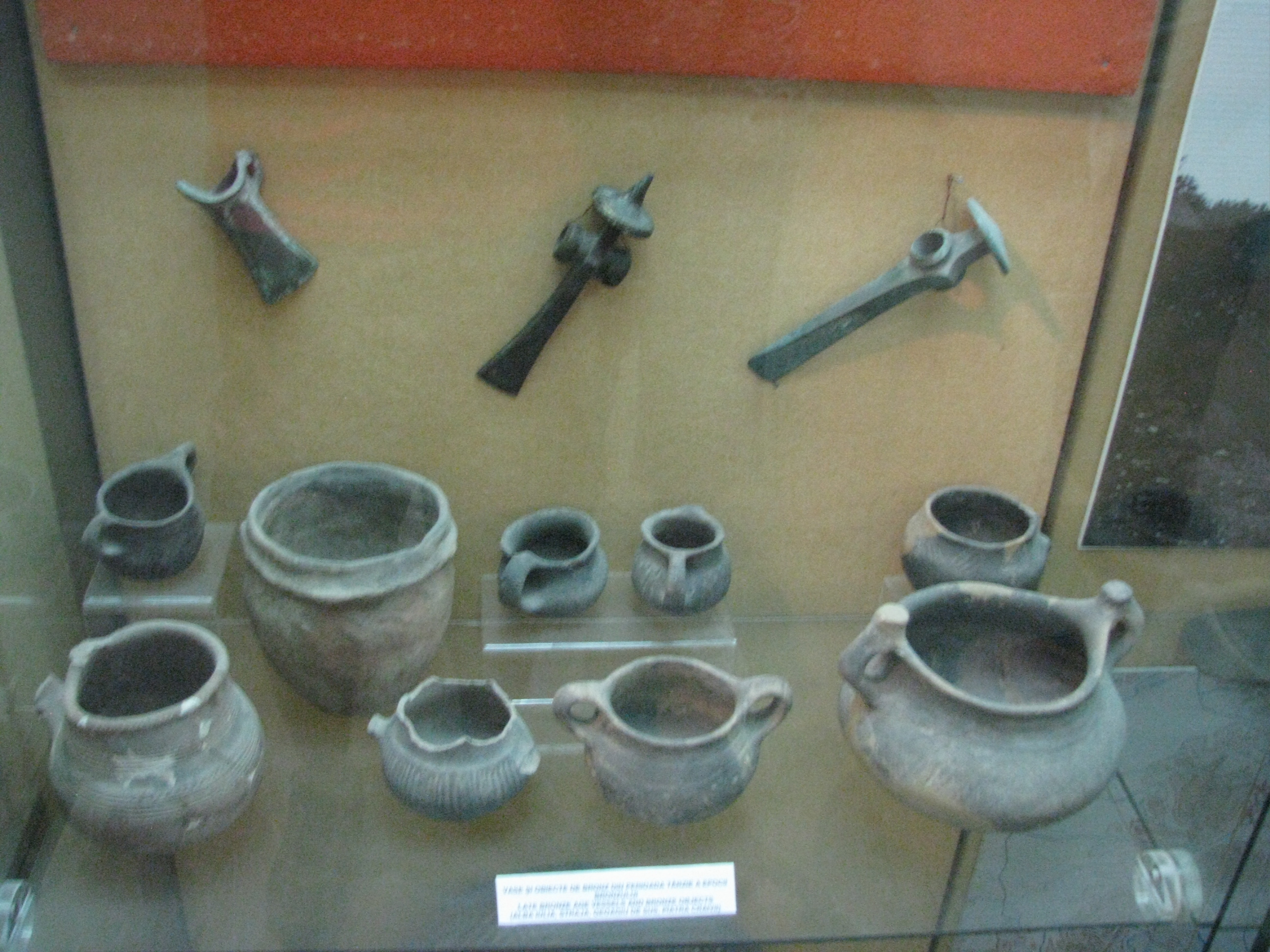
Vasijas y objetos de bronce de finales de la Edad del Bronce, de varios lugares en el Distrito de Alba, incluida Piatra Craivii
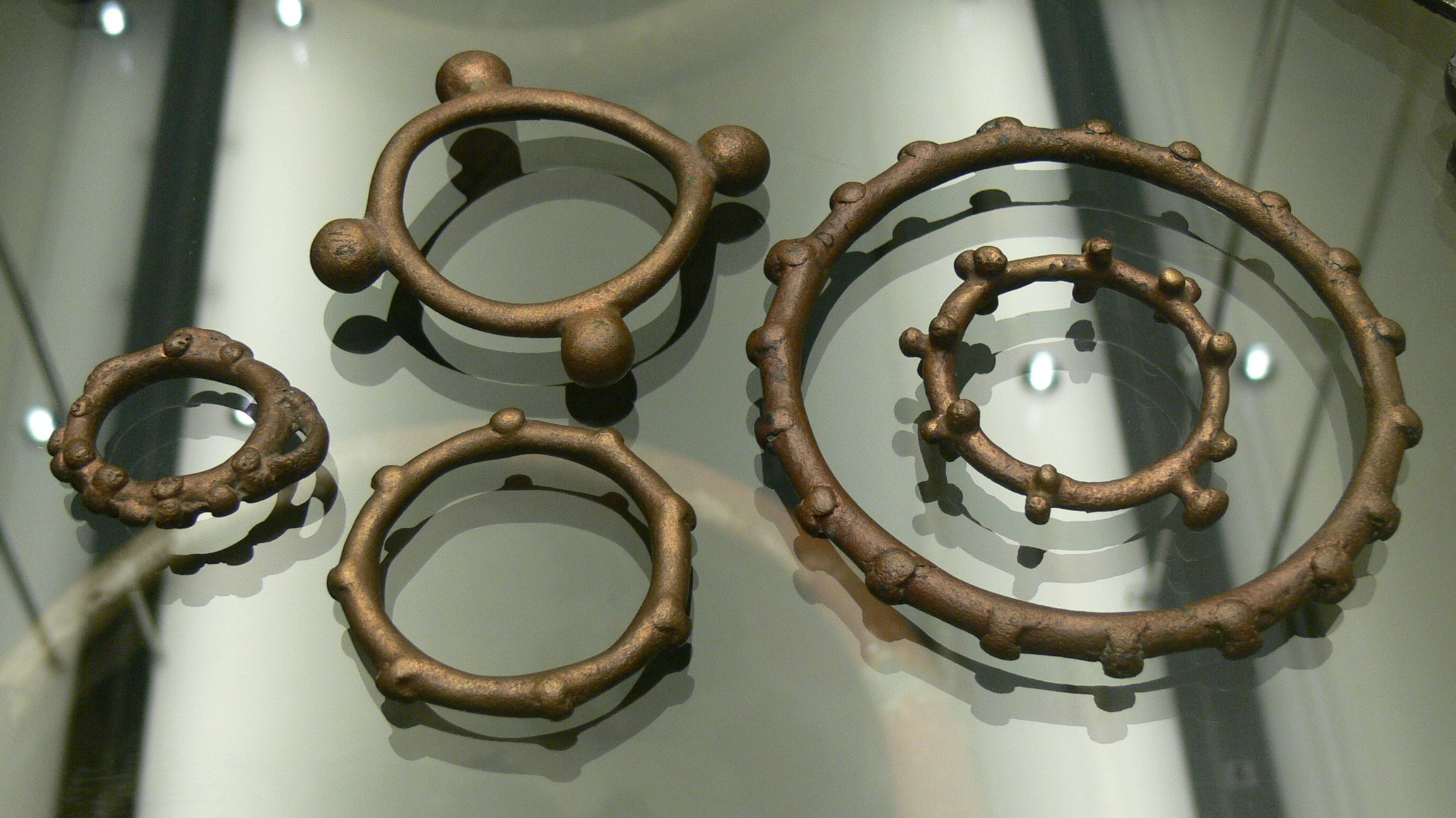
Anillos de bronce de Dacia (siglo I a. C.) encontrados en el sitio - en exhibición en el Museo Romano de Manching.